# Aleksa Palladino

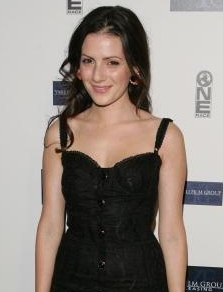
Aleksa Palladino

Aleksa Palladino (* 21. September 1980 in New York City, New York) ist eine US-amerikanische Schauspielerin.

## Leben
Palladino wuchs in New York City auf. Sie debütierte im Independent-Filmdrama Manny & Lo aus dem Jahr 1996, in dem sie neben Scarlett Johansson eine der Hauptrollen spielte. Im Filmdrama Wrestling with Alligators (1998) übernahm sie eine weitere Hauptrolle. In den Komödien The Adventures of Sebastian Cole (1998) und Einsam in Manhattan (1999) spielte sie jeweils eine größere Rolle. Nach einigen Nebenrollen folgte die Titelrolle im Science-Fiction-Film Spectropia aus dem Jahr 2006. Im Thriller Tödliche Entscheidung – Before the Devil Knows You’re Dead (2007) von Sidney Lumet war sie neben Philip Seymour Hoffman, Ethan Hawke, Albert Finney und Marisa Tomei zu sehen.
Palladino ist mit dem Musiker Devon Church verheiratet, mit dem sie gemeinsam ein Musikalbum aufnahm.

## Filmografie (Auswahl)
- 1996: Manny & Lo
- 1997: Number One Fan
- 1998: Wrestling with Alligators
- 1998: Kein Vater von gestern (A Cool, Dry Place)
- 1998: Celebrity – Schön. Reich. Berühmt. (Celebrity)
- 1998: The Adventures of Sebastian Cole
- 1998: Second Skin (Kurzfilm)
- 1999: Einsam in Manhattan (Cherry)
- 2000: Red Dirt
- 2001: Lonesome
- 2001: Storytelling
- 2002–2004: Die Sopranos (The Sopranos, Fernsehserie, 2 Folgen)
- 2003: Mona Lisas Lächeln (Mona Lisa Smile)
- 2003: Law & Order (Fernsehserie, Folge 14x05 Blaze)
- 2004: Admissions
- 2005: Ring 2 (The Ring Two)
- 2006: Spectropia
- 2006: The Picture of Dorian Gray
- 2006: Find Me Guilty – Der Mafiaprozess (Find Me Guilty)
- 2007: Wrong Turn 2: Dead End
- 2007: Tödliche Entscheidung – Before the Devil Knows You’re Dead (Before the Devil Knows You’re Dead)
- 2010–2011: Boardwalk Empire (Fernsehserie, 19 Episoden)
- 2014: The Midnight Swim – Schwestern der Nacht (The Midnight Swim)
- 2014–2015: Rogue (Fernsehserie, 6 Episoden)
- 2015: Halt and Catch Fire (Fernsehserie, 7 Episoden)
- 2016: Der Kult – Die Toten kommen wieder (The Veil)
- 2018: One Dollar (Fernsehserie, 4 Episoden)
- 2019: The Loudest Voice (Miniserie, 7 Episoden)
- 2019: The Irishman
- 2019: The Mandela Effect
- 2021: No Man of God
- 2024: The Penguin (Miniserie)